# Église Saint-Glorieux-et-Saint-Blaise d'Ostel
L'église Saint-Glorieux-et-Saint-Blaise est une église située à Ostel, dans le département de l'Aisne, en France.

## Localisation
L'église est située sur la commune d'Ostel, dans le département de l'Aisne.

## Historique
L'église d'origine a été entièrement démolie pendant la Première Guerre mondiale. Une nouvelle a été reconstruite au centre du village. Les travaux furent achevés à la fin de l´année 1931. L'édifice a souffert de nombreux dégâts lors de la bataille de l'Aisne en juin 1940 : les plafonds et la toiture ont été entièrement refaits en 1946.